# Eliécer Silva Celis
Eliécer Silva Celis (20 janvier 1919 - 4 juillet 2007) est un anthropologue et un archéologue colombien qui a notamment consacré plusieurs décennies à l'étude des Muiscas (ou Chibcha) en Colombie.

## Biographie

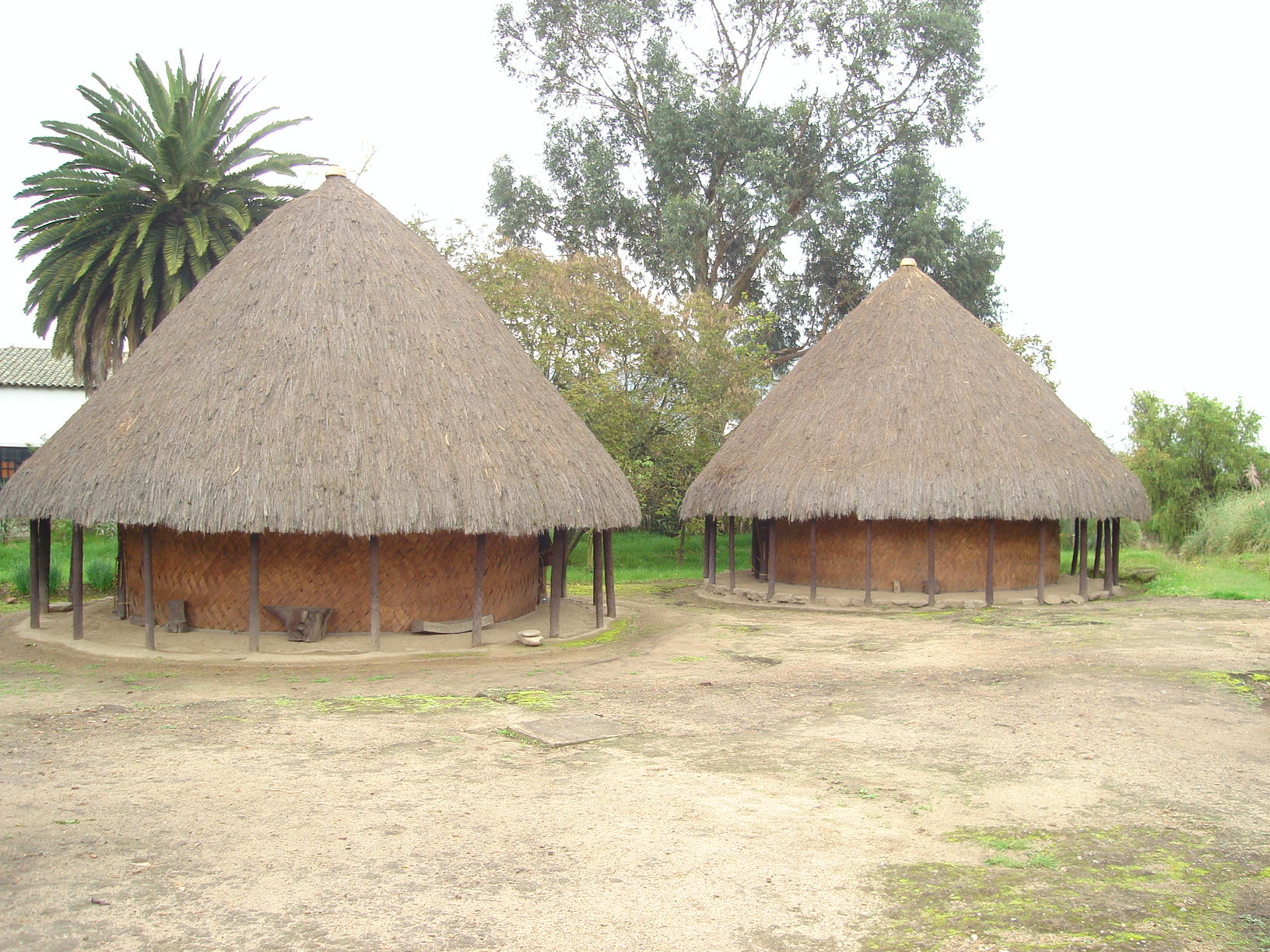
Dans le parc archéologique de Sogamoso

En 1919 il naît à Floresta, dans la région de Boyaca (Colombie). 
De 1940 et jusqu'à 1942 il poursuit ses études à la Sorbonne à Paris, grâce à l'aide de Paul Rivet, anthropologue français. 
De retour en Colombie en 1942, il achète des propriétés foncières pour fonder à Sogamoso le Parque Indígena del Sol, devenu le Museo Arqueológico de Suamox.

## Quelques publications
- (es) « Contribución al Conocimiento de la Civilización de los Lache », in Boletín de Arqueología, 1945, n° 5, p. 369-424
- (es) « Sobre antropología Chibcha », in Boletín Arqueológico, n° 1, p. 531-552
- (es) « Cráneos de Chiscas », in Boletín Arqueológico, 1946, n° 2, p. 46-60
- (es) « Sobre arqueología y antropología Chibcha », in Revista de la Universidad Nacional de Colombia, 1947, n ° 8, p. 233-253
- (es) Arqueología y prehistoria de Colombia : [Bochica o Nemqueteba], 1968